# Personaggi di Utena la fillette révolutionnaire
Lista dei personaggi del progetto multimediale di Utena la fillette révolutionnaire.

## Personaggi

### Protagonisti
Utena Tenjō (天上 ウテナ?, Tenjō Utena)
Doppiata da: Tomoko Kawakami (ed. giapponese), Emanuela Pacotto (serie TV) e Barbara De Bortoli (film) (ed. italiana)
È la "maschiaccio" protagonista della serie. Coraggiosa e spesso ingenua, ha un carattere leale e forte e vive nel tentativo di emulare la figura idealizzata del principe che incontrò durante la sua infanzia. Utena è diretta, onesta ed amichevole, e praticamente tutte le ragazze nella scuola la adorano.
Nel manga, i suoi genitori morirono quando lei aveva appena sei anni. In quel giorno, Utena si trovò a gironzolare intorno alla chiesa dove riposavano i loro corpi e cadde in un buco vicino alla sponda di un fiume. Utena quasi annegò, in quell'occasione, ma un misterioso principe la salvò da morte certa e, baciando via le sue lacrime, le disse di non perdere mai il suo nobile cuore e che un giorno si sarebbero incontrati di nuovo. Detto ciò, le diede in dono un anello con il simbolo di una rosa inciso su di esso e sparì. In seguito, Utena ricevette una misteriosa lettera che conteneva una traccia su dove il suo amato principe potesse trovarsi, lettera che la guidò verso l'accademia Ōtori.
Nell'anime, in principio la storia è piuttosto simile a quella del manga, sebbene man mano che essa prosegua, ci si renda conto che così non è. Attraverso numerosi flashback, si viene a sapere che Utena, alla morte dei genitori, si rifugiò dentro una bara non trovando più nessuno spunto per continuare a vivere. Proprio in quel delicato momento, incontrò il suo principe, e fu salvata dal suo triste destino. Ma di questo incontro, Utena conserva una memoria molto confusa. Tuttavia, sarà proprio il suo desiderio di imitare il principe della sua infanzia a farla avvicinare ad Anthy e a creare il legame che unisce le due.
Nel film, Utena raggiunge l'accademia come una nuova studentessa appena trasferitesi. In questa versione, Utena ha i capelli corti che magicamente crescono ogni qual volta entra nell'arena per un duello. Sempre nel film, Utena è turbata dall'assenza di Tōga Kiryū, suo precedente fidanzato, nella scuola, ed è da ricercarsi in questa assenza il motivo per il quale qui decida di diventare lei stessa un principe.
Nell'anime, non c'è una vera e propria conclusione al destino di Utena, infatti il finale resta aperto lasciando allo spettatore la possibilità di speculare sul futuro di Utena e di Anthy. Discorso diverso nel film, dove invece il legame tra Utena e Anthy è molto più accentuato e di chiara ed evidente natura omosessuale (o yuri che dir si voglia) e che si conclude con la fuga delle due ragazze dall'accademia, qui metaforicamente simbolo di schiavitù mentale.
Anthy Himemiya (姫宮 アンシー?, Himemiya Anshī)
Doppiata da: Yuriko Fuchizaki (ed. giapponese), Donatella Fanfani (serie TV) e Ilaria Latini (film) (ed. italiana)
È una misteriosa ragazza dalla pelle scura, che spesso è caratterizzata da un'espressione all'apparenza vacua. In realtà, dietro tale apparenza, si cela molto di più, infatti, Anthy è la Sposa della Rosa e sono in molti a proiettare i propri desideri su di lei e a desiderarne quindi il controllo. A ben osservare le vicende tanto dell'anime, quanto del manga, che del film, ci si rende tuttavia conto che dietro il suo comportamento remissivo, si cela una personalità molto più complessa di quanto si possa immaginare. Sempre elegante ed attenta all'etichetta, Anthy è posata, riflessiva e dotata di una fervida intelligenza. Ciononostante, possiede un carattere remissivo che è spesso causa di contrasto con Utena, che la vorrebbe invece libera e più indipendente.
Anthy, in qualità di Sposa della Rosa, è anche colei che conserva la Spada di Dios dentro il suo corpo. All'inizio di ogni duello, cade in una sorta di trance mistica e solo in questo modo il suo campione può trarre dal suo cuore la spada da utilizzare durante il combattimento. La leggenda che si cela dietro il sistema dei duelli, vuole infatti che questa spada sia l'arma in grado di aprire i cancelli alla Rivoluzione del Mondo. Oltre a ciò, Anthy possiede anche delle altre abilità del tutto particolari: quando il suo campione fa il suo ingresso nell'arena, magicamente riesce ad abbellire la sua uniforme per tutta la durata del duello, inoltre è proprio lei a materializzare dal nulla le rose che adornano le uniformi dei duellanti e che, una volta strappate via, segnano la fine di ogni combattimento.
Ci sono addirittura delle volte in cui Anthy sembra persino in grado di alterare il proprio aspetto, al punto da indurre gli altri a credere di essere una persona differente. In ogni caso, ad esclusione di ciò, non ci sono altre indicazioni che lascino pensare che Anthy sia in grado di alterare anche l'aspetto delle altre persone.
Per quanto riguarda la sua storia personale, tanto nell'anime, quanto nel manga, Anthy divenne la Sposa della Rosa quando il suo principe Dios morì o, meglio, si addormentò dando vita alla parte oscura di sé (Akio Ōtori). Fu proprio nel momento in cui Anthy divenne conosciuta come Sposa della Rosa, che comparve l'arena dei duellanti e che ebbe inizio il gioco dei duelli il cui scopo è quello di selezionare un nuovo principe che possa prendere il posto di Dios.
Nel film, a differenza dell'anime, Anthy è molto più serena oltre che più diretta, anche da un punto di vista sessuale, nei confronti di Utena. Anche le sue sembianze fisiche sono diverse, ed è lei qui ad avere i capelli lunghi rispetto alla sua compagna che invece li ha corti. Inoltre, sempre nel film, non indossa occhiali.
Ci sono comunque numerosi punti di contatto fra anime e film: in entrambi, per esempio, Anthy è legata al fratello da un rapporto incestuoso, che diventa, spesse volte, motivo di conflitto con Utena. Di per contro, la sua relazione omosessuale (o yuri) con la ragazza, nell'anime è molto più ambigua di quanto non sia nel film, tant'è vero che il film è ritenuto la naturale conclusione della loro storia personale.
Akio Ōtori (鳳 暁生?, Ōtori Akio)
Doppiato da: Jūrōta Kosugi (serie TV) e Mitsuhiro Oikawa (film) (ed. giapponese), Claudio Moneta (serie TV) e Roberto Chevalier (film) (ed. italiana)
È il fratello maggiore di Anthy, e sostituto del preside dell'Accademia. A partire dalla seconda parte dell'anime, assurge ad un ruolo via via sempre più importante. Il suo nome di battesimo deriva dalla forma giapponese del nome Venere, la Stella del Mattino, spesso identificata con Lucifero.
Durante la sua gioventù, Akio e Dios erano apparentemente la stessa persona, ma Akio fu corrotto e perse il suo status di principe. Considerando le origini del suo nome ed il suo ruolo nella storia, Akio può essere paragonato ad un angelo caduto. Nel manga, è Anthy che intenzionalmente riesce a far separare Akio da Dios. Nell'anime, invece, la caduta di Akio dallo stato di perfezione rimane vaga: Anthy conserva ancora parte delle colpe, ma molto è dovuto alla perdita di fede di Akio nei confronti del mondo che tortura sia lui, sia sua sorella. Nel film, Dios è soltanto un'illusione creata da Anthy per nascondere i difetti di suo fratello e poter ancora avere un eroe in cui credere.
Probabilmente il personaggio di Akio è più approfondito nella serie televisiva, rispetto al manga e al film. Nella serie, egli usa l'innocenza di Utena per poter trarre vantaggi a suo favore, diventando addirittura suo amante. Per far ciò, egli esprime il suo desiderio di vedere Utena come la sua principessa, sollevandola così dal suo doloroso destino che a suo modo di vedere non può in alcun modo trovare compimento, ovvero dal suo desiderio di diventare lei stessa un principe. Alla fine comunque dell'anime, Akio usa Utena esattamente come ha fatto con tutti gli altri duellanti, sebbene lei si ribelli all'idea di essere ridotta ad una principessa sottomessa.
Per quanto riguarda il suo rapporto incestuoso con la sorella, esso risulta ambiguo tanto nell'anime, quanto nel manga. Akio, infatti, sembra dominare Anthy tanto a livello psicologico, che sessuale. Il loro rapporto, comunque, risulta la chiave per comprendere i comportamenti complessi di Anthy, soprattutto nella serie televisiva e nel film. Va comunque detto che Akio risulta dominante su di lei solo in apparenza, e che in molte cose egli stesso è dipendente proprio da Anthy.
Per quanto riguarda il sistema dei duelli, Akio è colui che vi ha dato vita e che coinvolge i duellanti, inviando loro delle lettere 'dal confine del mondo'. Il suo simbolo principale è infatti la sua automobile, sulla quale invita di volta in volta i duellanti per raggiungere il tanto declamato confine del mondo, al termine di un'autostrada all'apparenza sempre uguale a se stessa.
Ikuhara, creatore della serie, ha affermato che tanto l'aspetto di Akio, quanto il suo comportamento sono dei simboli che rappresentano il mondo degli adulti ed il loro potere.
Dios (ディオス?, Diosu)
Doppiato da: Hiro Yūki (da adulto) e Kappei Yamaguchi (da bambino) (ed. giapponese), Nicola Bartolini Carrassi (da adulto) e Dania Cericola (da bambino) (ed. italiana)
È il principe che salvò Utena e le donò l'anello con il sigillo delle rose. Esso aveva il compito di proteggere tutte le fanciulle del mondo, ma a causa del maleficio di una strega, fu imprigionato nel castello sospeso nel cielo. Il suo spirito si manifesta nei duelli aiutando Utena a vincere.

### Consiglio degli Studenti
Juri Arisugawa (有栖川 樹璃?, Arisugawa Juri)
Doppiata da: Kotono Mitsuishi (ed. giapponese), Loredana Nicosia (serie TV) e Chiara Colizzi (film) (ed. italiana)
È il capitano del club di scherma dell'Accademia Ōtori e uno dei membri del consiglio studentesco, per il quale si occupa delle relazioni con studenti e insegnanti. Spesso descritta come una ragazza fredda e distaccata, di cui avere paura, è però anche rispettata e ammirata da tutti per le sue eccezionali qualità, sia all'interno che all'esterno della scuola: risulta infatti che sia spesso contattata da stilisti famosi per sfilare come modella, e che sia una provetta giocatrice di bowling. Contrariamente a quanto si è portati a pensare a prima vista, tuttavia, in realtà il carattere di Juri è profondamente passionale, vulnerabile, e minato dall'amore segreto che prova per Shiori Takatsuki, sua amica d'infanzia, di cui porta sempre al collo l'immagine racchiusa in un vecchio medaglione.
I sentimenti omosessuali di Juri sono invece del tutto assenti nel manga, nel corso del quale viene definita "la bella pantera": in questo caso, Juri è innamorata di Tōga Kiryū, che a sua volta è invaghito di Utena: per questo motivo, Utena è considerata da Juri come una rivale.
Per quanto riguarda invece il film, Juri riveste il ruolo del presidente del Consiglio Studentesco e, in base a quanto sostenuto da Wakaba Shinohara, il suo soprannome è "il Principe". Anche nel film, è presente l'ambigua relazione sentimentale fra lei e Shiori.
Miki Kaoru (薫 幹?, Kaoru Miki)
Doppiato da: Aya Hisakawa (ed. giapponese), Davide Garbolino (serie TV) e Marco Vivio (film) (ed. italiana)
È uno dei più talentuosi studenti dell'accademia, oltre ad essere uno dei membri del Consiglio degli Studenti e pianista di grande successo. Nonostante il suo ruolo di duellante, e il suo innamoramento per Anthy, stringe un saldo rapporto d'amicizia con Utena. La sua abilità di pianista ha radici lontane, che affondano nella sua infanzia. Nonostante ciò, e sebbene Miki sia un pianista di tutto rispetto, la sua personalità è resa complessa dal senso di fallimento che il ragazzo prova sin da quando sua sorella gemella Kozue rifiutò di suonare con lui in un concerto tanto atteso.
Nell'anime, Miki è innamorato di Anthy, mentre nel manga i suoi sentimenti sono rivolti ad Utena. Inoltre, tutte le ragazze della scuola lo idolatrano, sebbene poi Kozue faccia il possibile per impedire loro di avvicinarsi troppo al fratello. di per contro, Kozue cerca di farlo ingelosire frequentando quanti più uomini possibile. Nonostante ciò, Miki è molto protettivo nei suoi confronti e cerca quando può di proteggerla.
Come è facile immaginare, e nonostante la sua giovane età, Miki fa parte del Consiglio Studentesco, come segretario. Inoltre, e soprattutto nell'anime, lo si vede spesso con in mano un cronometro, il cui utilizzo rimane un mistero per tutta la durata della serie. Fra le altre cose, Miki fa anche parte del club scherma.
Nel film, il legame d'amicizia che lo lega a Juri è più profondo, e di per contro la sua relazione con Kozue sembra molto più ambigua ed incestuosa di quanto non sia nell'anime o nel manga.
Tōga Kiryū (桐生 冬芽?, Kiryū Tōga)
Doppiato da: Takehito Koyasu (ed. giapponese), Patrizio Prata (serie TV) e Francesco Prando (film) (ed. italiana)
È il presidente del Consiglio degli Studenti. Arrogante ed affascinante ragazzo consumato dal desiderio di potere, non si farà scrupoli nel cercare di conquistare la Sposa della Rosa per i suoi fini. Sebbene cerchi di comportarsi in maniera nobile, il suo potere di manipolare le persone che gli stanno vicino è secondo solo all'influenza di Akio sugli studenti dell'accademia Ōtori, e va anche detto che proprio con lo stesso Akio, Tōga stringe un particolare ed ambiguo rapporto di amicizia durante il terzo arco temporale della serie televisiva.
Amico d'infanzia di Saionji, si rivela in realtà ben poco preoccupato dei suoi stessi rapporti di amicizia ad esclusione del legame che lo unisce ad Utena. Solo nei suoi confronti e sul finire della serie, Tōga sembra infatti sviluppare un interesse ed una preoccupazione sinceri, anche se probabilmente questo è dovuto alla sua incapacità di vedere Utena per ciò che davvero è, ovvero l'unica persona in grado di portare la rivoluzione nel mondo.
Nella serie televisiva, il suo comportamento sempre rivolto a manipolare chi gli sta vicino è particolarmente sottolineato dalla sua relazione con la sorella Nanami e dal modo in cui si relaziona con lo stesso Saionji, amico che non esiterà a tradire proprio nel momento del bisogno. In definitiva, sebbene in alcune occasioni le sue preoccupazioni nei confronti di Nanami possano sembrare sincere, Utena è l'unica persona che gli stia davvero a cuore, ad esclusione ovviamente di se stesso.
Mentre la sua figura è piuttosto simile nell'anime e nel manga, discorso diverso riguarda il film: Qui, egli sembra essere stato coinvolto in una relazione sentimentale con Utena, prima della morte dei genitori della ragazza, a tal punto da sacrificare la sua stessa vita proprio per salvare l'amata. Questo fa sì che il suo personaggio risulti molto più umano di quanto non sia, invece, nella serie tv e nel manga.
Nanami Kiryū (桐生 七実?, Kiryū Nanami)
Doppiata da: Yuri Shiratori (ed. giapponese), Federica Valenti (ed. italiana)
È la sorella adottiva di Tōga. Particolarmente snob, è circondata da uno stuolo di ammiratori e “dame di compagnia” che usa per i suoi scopi, spesso ai limiti del lecito. Da sempre innamorata del fratello, cercherà di fare il possibile per distogliere le sue attenzioni da Utena. Personaggio utilizzato nella serie televisiva per sdrammatizzare i momenti più drammatici, Nanami è piuttosto famosa a causa del suo "complesso per il fratello più grande", che si traduce in sentimenti piuttosto ambigui, almeno da parte sua, nei confronti di Tōga, al punto da sfiorare spesso la delicata tematica dell'incesto, come per altro avviene anche per Miki e sua sorella Kozue.
A testimonianza di ciò, non sono rari gli attacchi di Nanami contro le altre studentesse per allontanare ogni possibile rivale dal fratello. Va comunque detto che questo suo comportamento è da imputarsi soprattutto al suo carattere immaturo, piuttosto che ad una vera e propria malvagità di fondo. Nanami entra temporaneamente a far parte del Consiglio Studentesco per sostituire il fratello, quando quest'ultimo viene ferito durante un duello con Utena. Nei confronti di quest'ultima, così come anche nei confronti di Anthy Himemiya, Nanami prova inoltre una forte e innata ostilità, dovuta in gran parte al fatto che non sopporta il suo comportamento privo di malizia e spesso ingenuo a tal punto da non riuscire a notare ciò che intorno a lei va prendendo vita. Se tutto ciò, comunque, vale per l'anime, discorso totalmente differente va fatto per il manga: qui Nanami è un personaggio secondario a tal punto da comparire una sola volta, in una vignetta insieme al fratello maggiore; stesso discorso vale anche per il film.
Kyōichi Saionji (西園寺 莢一?, Saionji Kyōichi)
Doppiato da: Takeshi Kusao (ed. giapponese), Marco Balzarotti (serie TV) e Sandro Acerbo (film) (ed. italiana)
È il vicepresidente del Consiglio degli Studenti, oltre che miglior amico di Tōga e capitano del club di kendō. Egoista, spesso vittima del suo carattere propenso all'ira, a volte crudele, è estremamente possessivo nei confronti di Anthy, di cui è innamorato.
Nella serie animata, Saionji e Tōga si vedono spesso insieme, soprattutto durante gli allenamenti di kendo. Nei confronti di Tōga, Saionji sembra comunque provare sentimenti contrastanti. Da una parte è chiaramente geloso del talento dell'amico, di cui sembra destinato ad essere l'eterno secondo, sia per quanto riguarda l'abilità con la spada, che per tutta quella serie di cose in cui evidentemente Tōga eccelle. Dall'altro lato, comunque, Saionji è molto legato a Tōga, in virtù della loro infanzia, trascorsa insieme.
Nel periodo in cui viene espulso dalla scuola, Saionji risiede di nascosto nella camera del campus di Wakaba. Grazie alla complicità della ragazza, da sempre innamorata di lui, Saionji riesce quasi a riabilitarsi, dimostrando di possedere comunque un animo gentile, falsato tuttavia dalla scelta di obiettivi troppo grandi. Infatti, Saionji è davvero innamorato di Anthy, ma i suoi sentimenti nei confronti della ragazza sono confusi a causa della sua natura di Sposa della Rosa, che la rende del tutto differente dal resto del mondo.
Nel film, Saionji ha un ruolo appena accennato. La sua personalità è esasperata in senso negativo, tanto all'inizio quanto alla fine del lavoro. Anche la sua possessività nei confronti di Anthy è particolarmente accentuata e qui Saionji sembra trattare la ragazza come se fosse un mero oggetto. Per quanto riguarda la sua relazione con Tōga, importantissima nell'anime, nel film è quasi del tutto assente.
Ruka Tsuchiya (土谷 瑠果?, Tsuchiya Ruka)
Doppiato da: Nozomu Sasaki (ed. giapponese), Luca Semeraro (ed. italiana)
Entra a far parte del Consiglio degli Studenti solo tardi nella serie anime. È il capitano del club di scherma e si considera mentore di Juri, la più talentuosa fra le atlete del suo club.
Nel manga, il suo ruolo è decisamente più approfondito, tant'è che Anthy lo accompagna come Sposa della Rosa in più occasioni, prima che il ragazzo lasci la scuola a causa di una malattia non meglio precisata. Tanto nel manga, quanto nell'anime, comunque, Ruka ricompare presso l'accademia dopo una prolunga assenza, affermando di essere guarito, sebbene non a tal punto da poter tornare a combattere nel delicato sistema dei duelli. Così, fa leva su Juri per spingerla a sfidare nuovamente Utena, sebbene poi la stessa Juri decida di rinunciare al duello quando scopre le mire manipolatrici che si nascondono dietro il modo di fare all'apparenza gentile di Ruka. Con il rifiuto di Juri, è Ruka stesso che deve affrontare in duello Utena ed è così che il ragazzo ammette come abbia spinto Juri alla sfida solo perché spinto dall'idea che la sola Juri possa essere meritevole del potere di Dios.
Nel manga, il suo rapporto con la ragazza è decisamente più approfondito di quanto non accade nell'anime e alcune differenze nel personaggio di Ruka sono meritevoli di nota. Ad esempio, nell'anime Ruka non è un duellante in principio, ma assurge a tale ruolo solo dopo il ritorno in accademia. Inoltre, dopo il suo ritorno, Ruka instaura una relazione ambigua con Shiori, di cui Juri è innamorata, ma solo ed esclusivamente per poter sfruttare la cosa a suo vantaggio e meglio manipolare quest'ultima. Infatti, dopo la sconfitta in duello con Utena, Ruka lascia Shiori e cerca di corteggiare Juri stessa, affermando di amarla e di averla sempre amata. Nonostante ciò, la ragazza rifiuta chiaramente i sentimenti di Ruka, affermando come in realtà lei non l'abbia mai amato. In chiusura di serie, Ruka affronta ancora una volta Utena, questa volta con Juri come sua compagna nell'arena dei duelli, ma ancora una volta ne risulta sconfitto. Infine, attraverso le parole delle tre ragazze ombra, si apprende della sua morte dopo l'ennesima fuga dall'Accademia, sebbene nell'anime tale aspetto rimanga comunque dubbio. Nel film, Ruka non compare.

### Duellanti della Rosa Nera
Sōji Mikage (御影 草時?, Mikage Sōji)
Doppiato da: Hikaru Midorikawa (ed. giapponese), Ivo De Palma (ed. italiana)
È il popolare capo del Seminario Mikage, presso l'accademia. Il suo più grande desiderio è quello di uccidere Anthy e di far diventare Sposa della Rosa il gracile Mamiya: è infatti convinto di poter salvare quest'ultimo in quest'unico modo.
Il Seminario Mikage, di cui è responsabile, ha la sua sede principale nella Nemuro Memorial Hall, una costruzione interna al campus dell'istituto e famosa a causa di un incendio, avvenuto anni prima, in cui persero la vita cento ragazzi. Le bare di questi ultimi, infatti, sono conservate nello scantinato dell'edificio, dove anche Mamiya coltiva le sue rose per creare i duellanti della Rosa Nera.
Infatti, quando gli studenti dell'accademia sono arrabbiati o preoccupati da qualcosa, si recano presso il Seminario Mikage e, all'interno di un ascensore che fa da confessionale rivelano i loro timori, desideri e preoccupazioni a Sōji, divenendo a tutti gli effetti delle marionette nelle sue mani. Sōji, sfruttando il suo potere di persuasione, dona ad ognuna delle sue vittime un anello con il sigillo della Rosa Nera, che conferisce loro il potere di estrarre una spada dal corpo di coloro che rappresentano il fulcro delle passioni, o dei desideri, o della rabbia dei nuovi duellanti.
Mikage affronta Utena in qualità di ultimo duellante della Rosa Nera. Dopo la sua sconfitta, Akio rivela che Mikage è condannato a vivere un dramma senza fine: Mamiya, infatti, è morto anni prima, ma Anthy usa costantemente la sua magia per spacciarsi per il ragazzo. In tal modo, quindi, Mikage è l'ennesima vittima delle manovre di Akio. Ad ogni modo, quando il ragazzo lascia la scuola, dopo il duello finale con Utena, il flusso del tempo torna alla sua normalità e gli eventi degli ultimi giorni vengono cancellati dalle memorie di tutti coloro che sono stati coinvolti nei duelli della Rosa Nera.
Nel manga, Mikage prova ad affrontare Utena, affermando che egli ucciderà sia lei che Anthy. Qui, Mikage combatte per riportare indietro Mamiya, morto nell'incendio che distrusse la Nemuro Memorial Hall. Sempre nel manga, Mikage muore quando crolla l'edificio. Nel film, invece, non compare affatto.
Kanae Ōtori (鳳 香苗?, Ōtori Kanae)
Doppiata da: Ai Orikasa (ed. giapponese), Tiziana Avarista (ed. italiana)
È la fidanzata di Akio, figlia del preside dell'accademia Ōtori. Nonostante tutti gli sforzi che costantemente fa, non è in alcun modo in grado di intessere un rapporto soddisfacente con Anthy, sua futura cognata.
Durante l'arco temporale della Saga della Rosa Nera, Kanae viene coinvolta nelle manovre del Seminario Mikage e durante questa fase, Kanae stessa rivela che trova Anthy una persona intollerabile, a tal punto da darle i brividi. Ed è proprio la diffidenza che prova nei confronti di quest'ultima a spingerla a diventare una dei duellanti della Rosa Nera. Nel manga, Kanae diventa invece un "burattino senz'anima": non si muove, né parla ed è sempre in compagnia di Akio. Nel film, invece, la sua comparsa è decisamente secondaria. La si vede danzare con Akio e, più tardi, piangere sul suo corpo, quando viene ritrovato seppellito nel giardino della rosa.
Kozue Kaoru (薫 梢?, Kaoru Kozue)
Doppiata da: Chieko Honda (ed. giapponese), Cinzia Massironi (serie TV) e Gemma Donati (film) (ed. italiana)
È la sorella gemella di Miki, nei confronti del quale prova un forte sentimento di odio e amore. Da un lato, infatti, Miki è pur sempre suo fratello, dall'altro Kaori si sente messa in ombra dall'immenso talento del gemello al pianoforte, passione che i due condividono. Come se ciò non bastasse, Kozue risente evidentemente dei sentimenti che il ragazzo prova nei confronti di Anthy e questo lascia intuire che, proprio come Nanami, anche lei soffra di un profondo complesso nei confronti del fratello. Nei confronti di quest'ultimo e proprio per questi motivi, Kozue ovviamente è molto protettiva. Considera se stessa un animale selvatico, sempre alla ricerca della libertà, di una via di fuga dalle regole e dalle restrizioni del mondo degli adulti. Per questo motivo, agisce spesso in preda all'impulso, all'istinto, non esitando a tenere un comportamento ambiguo con i ragazzi che le stanno intorno, spesso nel mero tentativo di attirare le attenzioni di Miki, o di causare le sue preoccupazioni. Nel film, la sua possessività nei confronti del gemello è addirittura più esasperata, portata all'estremo. Negli eventi frenetici del finale, il suo nome compare brevemente in una delle macchine da gara, sebbene non siano approfonditi i motivi che hanno reso Kozue tale.
Shiori Takatsuki (高槻 枝織?, Takatsuki Shiori)
Doppiata da: Kumiko Nishihara (ed. giapponese), Giusy Di Martino (serie TV) e Federica De Bortoli (film) (ed. italiana)
È un'amica di infanzia di Juri. Torna nell'accademia che aveva lasciato anni prima, dopo aver "rubato" a Juri quello che credeva essere il suo fidanzato, e lasciando invece la ragazza in uno stato d'animo devastato: quel che Shiori infatti non sa, e che Juri fa di tutto per nasconderle, è di essere proprio lei la persona più importante nella sua vita.
A modo suo, Shiori è un personaggio innocente, costantemente impegnata a negare i sentimenti di ammirazione che prova nei confronti di Juri, sua senpai nel club di scherma. Probabilmente sono anche queste le cause che stanno alla base delle sue azioni, dei suoi schemi, sempre rivolti a "ferire" Juri e che possiedono, allo stesso tempo, una base masochista che porta la stessa Shiori a soffrire insieme all'altra ragazza. Dopo aver scoperto i sentimenti che Juri prova nei suoi confronti, Shiori diventa una dei duellanti della Rosa Nera, traendo proprio dal petto di Juri la spada che le serve per affrontare Utena.
Nel film, ha un ruolo maggiormente negativo, diventando a tutti gli effetti un'antagonista ostinata di Utena. Sempre nel film, Shiori è innamorata di Tōga e manipola abilmente Juri - sfruttandone i sentimenti - contro Utena.
Mitsuru Tsuwabuki (石路 美蔓?, Tsuwabuki Mitsuru)
Doppiato da: Akiko Yajima (ed. giapponese), Monica Bonetto (ed. italiana)
È il più devoto fan di Nanami. Ossessionato dalla ragazza, molto più grande di lui, desidererebbe per sé le sue attenzioni, cosa questa che lo spingerà a mettere in pericolo la stessa Nanami per poter poi correre in suo soccorso. Durante la Saga della Rosa Nera, diventa uno dei duellanti dopo essere venuto a conoscenza del fatto che Nanami lo considera troppo giovane. I suoi ricorrenti problemi con gli adulti e l'età adulta sono uno dei temi ricorrenti che ruotano intorno al suo personaggio, tuttavia Tsuwabuki - così come Nanami - è spesso "utilizzato" in episodi a carattere comico, per stemperare i ritmi della serie televisiva, spesso drammatici. Nel film, invece, non compare affatto.
Wakaba Shinohara (篠原 若葉?, Shinohara Wakaba)
Doppiata da: Yuka Imai (ed. giapponese), Debora Magnaghi (serie TV) e Domitilla D'Amico (film) (ed. italiana)
È la migliore amica di Utena. Wakaba è una ragazza solare ed estroversa, ma nasconde un profondo complesso di inferiorità che la porta a legarsi alle altre persone per potersi sentire in qualche modo importante. Durante la Saga della Rosa Nera si viene a sapere che Wakaba nasconde, nella sua camera dell'accademia Kyōichi Saionji, uno dei membri del Consiglio Studentesco, espulso precedentemente dalla scuola. Ed è proprio dal petto di Saionji che Wakaba trae la katana, sua arma da duellante, dopo essere stata plagiata da Sōji Mikage, il presidente del seminario omonimo, per poter affrontare Utena nell'arena dei duellanti. Nel film, Wakaba compare solo brevemente: nella prima scena, conduce Utena attraverso una visita panoramica dell'accademia; più tardi, verso la fine, compare nelle sembianze di una sorta di jeep, con a bordo gli studenti del Consiglio Studentesco che cercano di recuperare Anthy.
Nonostante il suo iniziale interesse nei confronti di Utena, più tardi Wakaba viene vista in compagnia di un ragazzo, che assomiglia a Tatsuya - personaggio secondario dell'anime ed amico di Wakaba stessa. Il regista Ikuhara ha poi spiegato che la comparsa di tale ragazzo al fianco di Wakaba sta a significare come la ragazza sia uno dei pochissimi esempi di normalità presso l'Accademia Ōtori.
Keiko Sonoda (苑田 茎子?, Sonoda Keiko)
Doppiata da: Akira Nakagawa (ed. giapponese), Lorella De Luca (ed. italiana)
È una delle ragazze che fanno parte del corteo di Nanami. Innamorata di Tōga, cercherà di uccidere Utena durante il duello per poter diventare il centro delle attenzioni del ragazzo. Keiko è una persona debole ed insicura, caratterizzata da una scarsa confidenza nelle proprie possibilità. Nonostante ciò, e sebbene sia consapevole del fatto che Nanami faccia l'impossibile per impedire alle ragazze dell'Accademia di avvicinarsi al fratello, Keiko riesce comunque ad accostarsi al giovane, affascinante presidente del Consiglio Studentesco, ottenendo come risultato l'odio di Nanami e l'inimicizia del gruppo di ragazze che ruotano intorno a quest'ultima. Per tali motivi, durante l'arco temporale delle Rose Nere, Keiko diventa una dei duellanti della Rosa Nera, per poi però ritornare sotto l'alcova di Nanami, quando comprende che ciò che davvero vuole è l'affetto e le attenzioni di quest'ultima. Nel film, Keiko non compare.